# Har H̱azon
Har H̱azon (hebreiska: הר חזון) är ett berg i Israel.   Det ligger i distriktet Norra distriktet, i den norra delen av landet. Toppen på Har H̱azon är 578 meter över havet, eller 302 meter över den omgivande terrängen. Bredden vid basen är 3,8 km.
Terrängen runt Har H̱azon är lite bergig.Runt Har H̱azon är det tätbefolkat, med 982 invånare per kvadratkilometer. Närmaste större samhälle är Maghār, 1,2 km söder om Har H̱azon. Trakten runt Har H̱azon består till största delen av jordbruksmark.